# Greda (żupania varażdińska)
Greda – wieś w Chorwacji, w żupanii varażdińskiej, w gminie Maruševec. W 2011 roku liczyła 567 mieszkańców.